# Nictalopia

A nictalopia (do grego: νύκτ-, núkt-, lit. 'noite'; ἀλαός, alaós, 'cego'; e ὄψ, óps, 'olho') ou cegueira noturna é uma condição que causa dificuldade ou impossibilidade de se enxergar no escuro. É o oposto de hemeralopia. Hemera era a deusa grega do dia e Nix a deusa da noite. Entretanto, termo nictalopia é também utilizado nos países de língua não-inglesa para designar o oposto — a cegueira diurna. Assim, o termo é utilizado na língua portuguesa nos dois sentidos. Este artigo trata da cegueira noturna, para ser fiel à etimologia da palavra. Para buscar informações sobre a cegueira diurna 
.
A nictalopia é sintoma de diversas doenças oculares. A cegueira noturna pode ser congênita, ser causada por danos, ou má-nutrição (por exemplo, falta de vitamina A).